# Hadise
Hadise Açıkgöz (Mol, Belgium, 1985. október 22.), művésznevén Hadise török származású belga R&B énekesnő és televíziós műsorvezető. Az énekesnőt a The Music Factory című belga tehetségkutató versenyen fedezték fel, és bár döntőbe nem jutott, lemezszerződést kínáltak neki. 2009-ben ő képviselte Törökországot a Eurovíziós Dalfesztiválon Düm Tek Tek című dalával. Az Eurovíziós Dalfesztiválok történetében Hadise volt az első olyan török előadó, aki nem Törökországban született. A 2009. május 12-i elődöntőből a második helyen továbbjutva a május 16-i döntőben a negyedik helyen végzett.

## Nagylemezek
- 2005: Sweat
- 2008: Hadise
- 2009: Fast Life